# فوز ماونغ
فوز ماونغ (مواليد 1 فبراير 1946) هو ملاكم ميانماري، مثّل بلاده في الألعاب الأولمبية الصيفية 1972.

## روابط خارجية
فوز ماونغ على موقع أوليمبيديا (الإنجليزية)